# Рэнди Рэмпейдж
Рэндалл Десмонд Арчибальд (21 февраля 1960 — 14 августа 2018), более известный под своим сценическим псевдонимом Рэнди Рэмпейдж, — канадский музыкант и один из основателей, бас-гитарист и вокалист канадской хардкор-группы D.O.A вместе с Джо Кейтли и Чаком Бисквитсом. Их часто называют «основателями» хардкор-панка наряду с Black Flag, Bad Brains, Angry Samoans, The Germs, Negative Trend и Middle Class. Распространено мнение, что их второй альбом Hardcore '81 был первым фактическим во второй волне американского панк-звучания — хардкора. В записи принимал участие четвёртый участник состава Дэйв Грегг.
Рэнди Рэмпейдж также был солистом трэш-метал-группы Annihilator в 1988—1989 годах и снова с 1998 по 2000 год.

## Музыкальная карьера
Рэнди играл на ключевых ранних панк-альбомах D.O.A. Something Better Change и Hardcore '81 вместе с вокалистом и гитаристом Джоуи Шитхедом, барабанщиком Чаком Бискитсом и гитаристом Дэйвом Греггом (на Hardcore '81). Рэмпейдж покинул D.O.A. в 1981 году, но вернулся в 2000 году после почти двух десятилетий отсутствия. Он сыграл на их альбоме Win the Battle 2002 года, но затем снова покинул группу. Вернулся в D.O.A. в 2007 году, оставался в составе до 2008 года и принял участие в записи альбома Northern Avenger, спродюсированного Бобом Роком. Накануне тура Northern Avenger было объявлено, что Рэнди снова покидает D.O.A.
Рэмпейдж был вокалистом канадской спид-метал / трэш-метал группы Annihilator . Впервые он присоединился к ней в 1988 году, появившись на их дебютном альбоме Alice in Hell (1989), и ушёл после сопровождавшего его тура. Примерно в 1998 году Рэмпейдж вернулся в Annihilator и записал с ними ещё один альбом Criteria for a Black Widow (1999), после чего снова ушёл, вернувшись в D.O.A.
Rampage записал одноимённый EP, Randy Rampage, в 1982 году. В записи участвовали музыканты, также известные как The Sick Ones, Chuck Biscuits, Brad Kent, Zippy Pinhead и Benny Doro.
Рэнди выступил ключевой фигурой в документальном фильме Сюзанны Табаты «Окровавленные, но непокоренные», историческом взгляде на рождение ванкуверской панк-рок сцены и развитие хардкор-панка на западном побережье Северной Америки в 1978—1983 годах. Он появляется в этом фильме вместе с Артом Бергманном, Джелло Биафра, Джо Кейтли, Даффом МакКаганом, Генри Роллинзом, Роном Рейесом (экс-Black Flag), Пенелопой Хьюстон, Джинджер Койот, Баком Черри (Джон Армстронг), Джерри Ханной, Джимом Камминсом, Брейнитер, Зиппи Пинхед, Брэд Кент, Китом Моррисом, Грегом Хетсоном и многими другими. Представленные группы включают DOA, Subhumans (канадская группа), Pointed Sticks, Young Canadians, The Dishrags, The Modernettes и другие.
У Рэнди Рэмпейджа было много других проектов, включая Rampage, Stress Factor 9, Fake It Big Time, Ground Zero, Iron Gypsy, Requiem, Riff Raff и The 45s.
Как фронтмен метал-группы Stress Factor 9 играл вместе с барабанщиком Annihilator Рэем Хартманном, гитаристом Фрэнсисом Фрайфулом из сингапурской группы Opposition Party, гитаристом Kick из Vertical After и басистом Дуэйном Чаосом из 22nd Century .
Последним проектом Рэнди был Rampage, группа, в которую входили Duane Chaos, The Great Baldini, Brent Johnson, Tim Bitz, Pinto Stiletto, а их LP-проект был записан Джоном Вебстером. Был издан после смерти Рэмпейджа.
Рэмпейдж умер 14 августа 2018 года.

## Дискография
D.O.A.
- Something Better Change (1980)
- Hardcore '81 (1981)
- Win the Battle (2002)
- Northern Avenger (2008)

Annihilator
- Alice in Hell (1989)
- Bag of Tricks (1994)
- In Command (1996)
- Criteria for a Black Widow (1999)
- Total Annihilation (2010)

Stress Factor 9
- Brainwarp Mindspin (2006)

Randy Rampage
- Randy Rampage EP[5] (1982)

## Смерть
Рэмпейдж умер августа 2018 года в своем доме в Ванкувере от сердечного приступа в возрасте 58 лет.
Рэнди Рэмпейдж, он же Рэндалл Десмонд Арчибальд, похоронен на кладбище Маунтин-Вью в Ванкувере, Британская Колумбия.